# Trichoniscus ebneri
Trichoniscus ebneri är en kräftdjursart som beskrevs av Hans Strouhal 1929B. Trichoniscus ebneri ingår i släktet Trichoniscus och familjen Trichoniscidae. Inga underarter finns listade i Catalogue of Life.